# Takeno Jōō
Takeno Jōō est un nom japonais traditionnel ; le nom de famille (ou le nom d'école), Takeno, précède donc le prénom (ou le nom d'artiste).
Takeno Jōō (武野 紹鴎, 1502-1555) est un maître de la cérémonie du thé japonaise et un influent marchand de la période Sengoku. Son nom est entré dans l'histoire culturelle japonaise comme étant l'un des premiers adeptes du style wabi-cha de Murata Jukō, et comme le maître de Sen no Rikyū.
Il est possible que sa famille descend du clan Takeda qui était les gardiens de la province de Wakasa. Son père, Nobuhisa, change le nom de famille en Takeno, et après avoir parcouru le pays, s'établit à Sakai où il construit un commerce d'objets en cuir utilisés par les guerriers. Nobuhisa se marie avec la fille d'un prêtre du Kōfuku-ji de la province de Yamato (actuelle préfecture de Nara), la mère de Jōō. Dans les années 1520 il fonde notamment un sous-genre du style Shigaraki.
Alors qu'il est à la tête du commerce familial de Sakai, Jōō, dont le prénom est alors Shingorō (新五郎), il remplit ses devoirs religieux en fréquentant le Hongan-ji de Yamashina-ku à Kyoto. En 1532, il devient prêtre et adopte le prénom de Jōō. Il est évident que jusqu'à l'âge de 35 ans, il aspire à devenir maître de renga (poésie collaborative). À Kyoto, il apprend les secrets de la poésie waka auprès du maître aristocrate, Sanjōnishi Sanetaka. Devenu extrêmement riche, Jōō amasse une impressionnante collection d’œuvres classiques sur l'art du waka.
Toujours à Kyoto, le chanoyu (cérémonie du thé japonaise) devient soudainement très populaire, et Jōō commence à s'y intéresser en développant un style qui est adopté par les gens de Sakai mais pas de Kyoto. Sanjōnishi et son cercle renga sont très influents dans le développement de ce style, du fait de l'enseignement du Zen que Jōō a reçu.
Deux de ses plus importants élèves à Sakai sont le riche marchand Imai Sōkyū, qui est marié à sa fille, et Sen no Rikyū. Il devient plus tard réputé comme le plus important maître du thé de Sakai.
À sa mort en 1555, son fils légitime, Takeno Shingorō (ou Takeno Sōga 武野宗瓦; 1550-1614), n'est âgé que de 6 ans. Il hérite de la fabuleuse fortune de son père, et est plus tard également réputé comme maître du thé. Imai Sōkyū agit comme son gardien.